# Aïn Charchar
Ain Charchar là một đô thị thuộc tỉnh Skikda, Algérie. Dân số thời điểm năm 2002 là 13.717 người.